# Гара-Єлин-Пелин
Гара-Є́лин-Пелин (болг. Елин Пелин) — село в Софійській області Болгарії. Входить до складу общини Єлин Пелин.

## Населення
За даними перепису населення 2011 року у селі проживали 3598 осіб.
Національний склад населення села:
| Національність   | Кількість осіб | Відсоток |
| ---------------- | -------------- | -------- |
| болгари          | 2436           | 97,8%    |
| цигани           | 38             | 1,5%     |
| турки            | 7              | 0,3%     |
| Всього відповіли | 2490           |          |

Розподіл населення за віком у 2011 році:
Динаміка населення: